# Diapaga
Diapaga ist die Hauptstadt der Provinz Tapoa im äußersten Osten Burkina Fasos und liegt an der Nationalstraße N19 zwischen Kantchari und Arly. Die Bevölkerung besteht vorwiegend aus Gourmantché. Diapaga ist Mitte des 17. Jahrhunderts von Haussa aus Bornu gegründet wurden. Der Legende nach sollen diese den Niger auf einer riesigen Python überquert haben.

## Tourismus
Im Südosten der Stadt liegt der grenzübergreifende Nationalpark W, im Südwesten der Nationalpark Arly.

## Städtepartnerschaften
- La Gacilly, Département Morbihan, Frankreich